# Movimento de Libertação das Mulheres
O Movimento de Libertação das Mulheres foi um grupo feminista em Portugal de luta pelo direito à igualdade de oportunidades e contra a discriminação de género, fundado a 7 de maio de 1974 por Maria Teresa Horta e Maria Isabel Barreno.

## História

### Antecedentes
Durante o Estado Novo, o Código Civil determinava que a mulher não podia votar e que as profissões de juíza, diplomata, militar ou polícia lhe estavam vedadas. Se fosse telefonista ou enfermeira, não lhe era permitido casar. Era obrigatória a autorização do marido para poder trabalhar no comércio, sair do país, abrir conta bancária ou tomar contraceptivos, e ganhava quase metade do salário pago aos homens.
A criação do MLM em Portugal está ligada ao processo judicial em torno da obra Novas Cartas Portuguesas (1972) e à solidariedade em torno das três escritoras Maria Teresa Horta, Maria Isabel Barreno e Maria Velho da Costa. O "Processo das Três Marias", resultado da censura ao livro, acusava as escritoras do crime de ofensas à moral. A 7 de maio de 1974, dia da leitura da sentença de absolvição, Maria Teresa Horta e Maria Isabel Barreno anunciaram a fundação do Movimento pela Libertação das Mulheres (MLM), à porta do Tribunal da Boa-Hora, em Lisboa.

### Ação
O objectivo do grupo era lutar contra todas as formas de opressão da mulher e de discriminação sexista.
Os primeiros encontros informais abriram espaço para a discussão de problemas que afectavam cada participante e as mulheres em geral. Discutiram as discriminações laborais, o desprezo pelo papel da doméstica, a sexualidade e a procriação impostas pelo discurso patriarcal, a maternidade, o aborto e os anticoncepcionais. 
O espaço de debate permitiu às participantes viverem um processo de auto-consciencialização: o MLM adoptou este tipo de prática com o objectivo de permitir que as activistas partilhassem os seus problemas pessoais de forma a compreenderem que estes eram, muitas vezes, semelhantes aos da maioria das mulheres. Em meados de Abril de 1975, o grupo arranjou um lugar fixo para desenvolver as suas reuniões e actividades. Fundam então a sede na Avenida Pedro Álvares Cabral, em Lisboa. 
Formaram cinco grupos para desenvolverem as acções de uma forma concertada: Grupo para a Imprensa, Grupo Pró-Aborto, Grupo S.O.S., Grupo de Estudos e Grupo Divulgação.
A sua primeira brochura, de 1975, exigia a revisão do Código Civil e o direito a salário igual para trabalho igual, o reconhecimento pelo Estado do trabalho doméstico e creches gratuitas a todas as mulheres.
A 13 de janeiro de 1975, 15 activistas do MLM organizaram uma manifestação no Parque Eduardo VII reivindicando o direito das mulheres a ocuparem o espaço público, contra os símbolos da opressão feminina e denunciando a vida doméstica, o papel da noiva e da mulher enquanto símbolo-sexual. A primeira manifestação feminista em Portugal acabou por ser boicotada por um grupo de homens.
O Diário de Notícias reservou o canto inferior direito da primeira página da edição do dia seguinte, informando que «Foram salvos da fogueira os símbolos da opressão feminina».

### Legado
O MLM lidou com um contexto de resistência às propostas das feministas portuguesas. A sociedade portuguesa não estava ainda aberta para as questões do feminismo e o movimento não foi bem recebido. No entanto, a sua perseverança persistiu e o MLM constituiu-se contra a vontade de muitos/as apesar de o nível de adesão nunca ter passado das 50 membros.
Porém, de acordo com Isabel Télinhos, que representou a mulher símbolo-sexual, a manifestação conseguiu chamar a atenção das mulheres para um papel maior na sociedade, para além da vida doméstica.
Dois meses depois, as ruas de Lisboa encheram-se de milhares de pessoas numa manifestação convocada pelo Movimento Democrático de Mulheres (MDM) e no dia seguinte, o Diário de Notícias escrevia que «As mulheres portuguesas podem e devem ser uma força política». Para esta data, o MLM previra uma conferência de imprensa e uma manifestação, mas foram ambas canceladas.
Contradições internas e divisões enfraqueceram o movimento, e em 1978 já não tinha expressão. Madalena Barbosa considerou no entanto, que este teve grandes repercussões no tecido social, cultural e político português.
A maior e mais radical reivindicação do MLM, a despenalização do aborto, foi continuada por antigas integrantes do MLM. Em 1975, Maria Teresa Horta, Célia Metrass e Helena de Sá Medeiros publicaram o primeiro livro sobre o aborto em Portugal — Aborto, direito ao nosso corpo (Editorial Futura, 360 páginas).
Em 2018, Maria Teresa Horta referiu ainda continuar a ser necessária uma maior consciência feminista e que a luta ainda não tinha terminado.